# Mors (eiland)
Mors (ook Morsø of Morsland) is het grootste eiland in de Limfjord in het noordwesten van Jutland. Het eiland is 367,7 km² groot en is daarmee het zevende eiland van Denemarken. Het eiland wordt verbonden met Salling en Thy door veerboten en door de Vilsundbrug en Sallingsundbrug. De grootste stad op het eiland is Nykøbing Mors, tevens de enige grotere plaats op het eiland. Verder zijn er nog enkele dorpjes en gehuchten. In totaal wonen 19.675 mensen (2006) op het eiland. Vanaf de jaren 1950, toen er ruim 27.000 mensen op het eiland woonden, loopt het aantal inwoners elk jaar terug. Bestuurlijk vormt Mors samen met het eilandje Agerø de gemeente Morsø.

## Bezienswaardigheden
Het eiland is heuvelachtig en vruchtbaar. Het hoogste punt, Salgerhøj, is 89 meter hoog. De noordkust van Mors is tamelijk steil en rotsachtig. Hier rijzen de Hanklit en de Feggeklit loodrecht uit de zee op. De 61 meter hoge Hanklit is een heuvel die uit verschillende lagen vulkanisch as bestaat. De Hanklit is ongeveer 55 miljoen jaar geleden gevormd. Bij de Hanklit worden ook fossielen gevonden uit deze periode. Verder staat het eiland bekend om zijn diatomeeënaarde. Op Mors zijn er daarnaast ook veel oude graven te vinden, die aantonen dat het eiland al lange tijd door mensen wordt bewoond.